# Station Kolding Syd
Station Kolding Syd was een station in Kolding, Denemarken en lag aan de lijnen Kolding - Hejlsminde en Kolding - Vamdrup.